# Handhygiëne

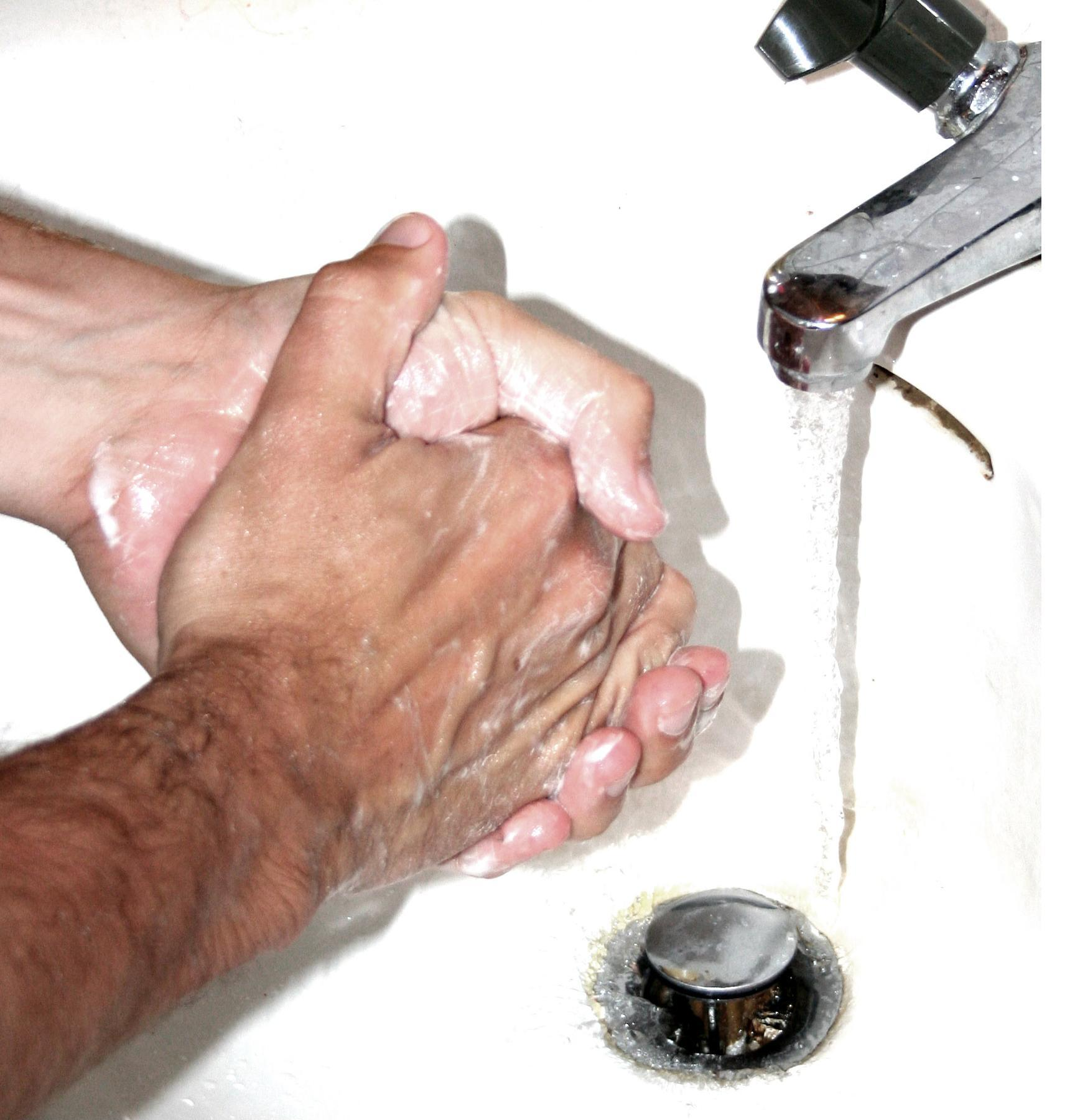
Handen wassen

Handhygiëne (handen wassen) is het reinigen van de handen om vuiligheid, micro-organismen en virussen te verwijderen.
Geregeld op een dag de handen wassen met zeep of handalcohol voorkomt het verspreiden van vele ziekten, zoals de griep. Handhygiëne is in de zorg de meest effectieve manier om infecties te voorkomen.

## Wasmomenten

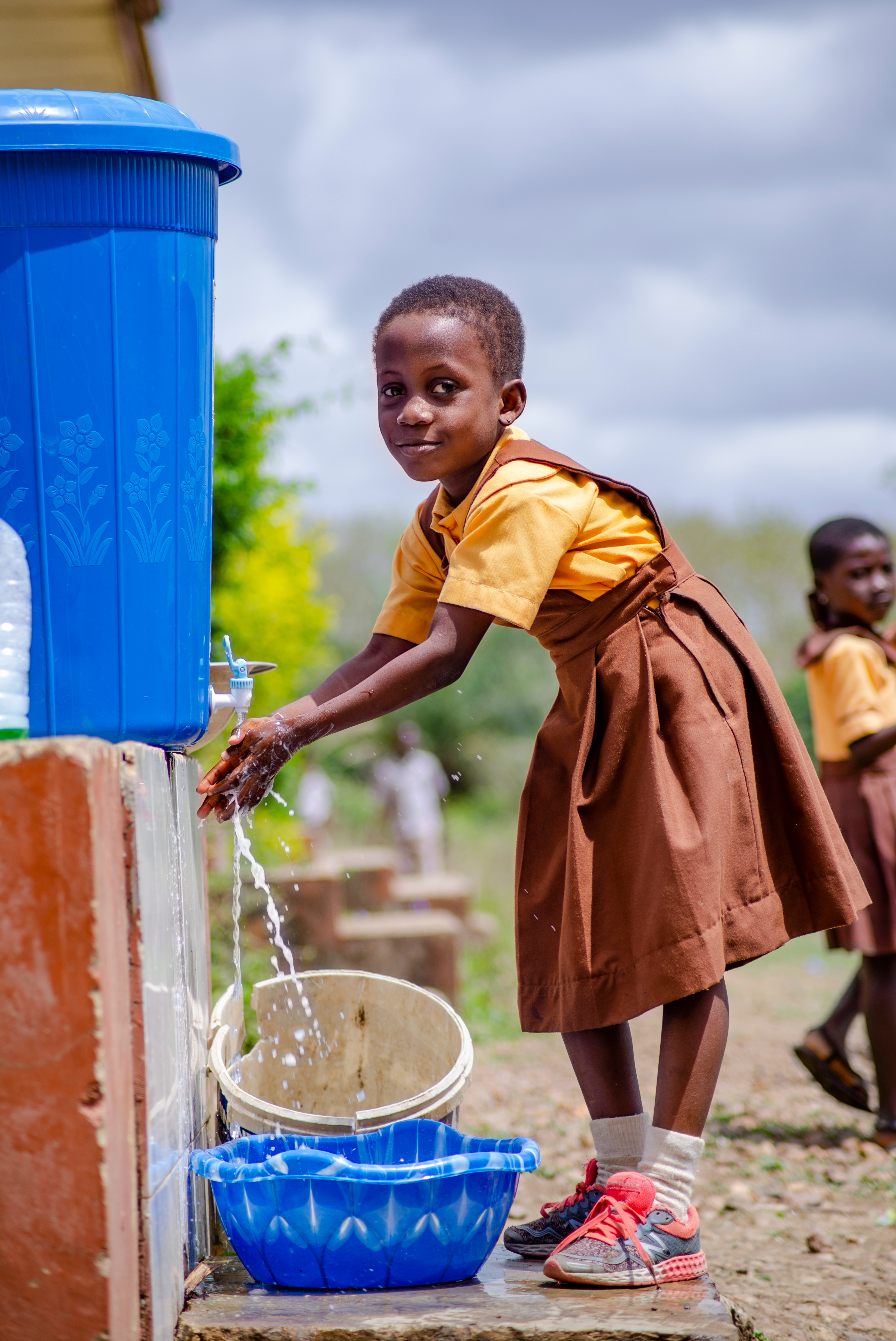
Handen wassen tijdens COVID-19-pandemie in Ghana

Momenten waarop doorgaans de handen worden gewassen zijn voor en na defecatie, voor en na het bereiden van eten en het verwisselen van luiers en het voeden van een kind. De Wereldgezondheidsorganisatie onderscheidt vijf wasmomenten binnen de gezondheidszorg:
1. Voordat een patiënt wordt aangeraakt.
2. Voordat er wordt schoongemaakt of er begonnen wordt aan een medische procedure.
3. Na contact met lichaamsmaterialen en vloeistoffen.
4. Na fysiek patiëntencontact.
5. Na fysiek contact met de omgeving van de patiënt

## Handhygiëne bevorderen
Het toepassen van correcte handhygiëne is de eenvoudigste manier om verspreiding van infecties tegen te gaan. Welke strategie wordt gebruikt om de goede handhygiëne aan te leren hangt van verschillende factoren af. Zo is materiaal niet overal op dezelfde manier beschikbaar. Het combineren van verschillende manieren tegelijkertijd, zorgt er mogelijk voor dat de regels beter gevolgd worden. Strategieën die door de Wereld Gezondheidsorganisatie (WHO) worden aanbevolen zijn bijvoorbeeld het beschikbaar maken van producten op alcoholbasis, verschillende manieren van educatie en feedback, verbale en geschreven reminders.
Volgens een Cochrane Systematic Review uit 2017 leidt het geven van feedback bij het uitvoeren van handhygiëne mogelijk tot een betere toepassing van de handhygiëne en vermindert waarschijnlijk de percentages van infectie en kolonisatie. Ook educatie kan de handhygiëne verbeteren terwijl het aanbrengen van cues (reminders) de handhygiëne waarschijnlijk verbetert. Dit effect is tevens merkbaar bij het plaatsen van handontsmettingsproducten dicht bij de plaats van gebruik.